# Järvträsk
För andra betydelser, se Järvträsk (olika betydelser).
Järvträsk (umesamiska: Jiervasjávrrie) är en by i Arvidsjaurs socken i Arvidsjaurs kommun, Norrbottens län. Byn är belägen vid länsväg 365 vid Järvträskets norra strand, cirka 52 kilometer från Arvidsjaur, 60 kilometer från Malå och drygt 45 kilometer från Norsjö. Från Järvträsk går en väg till Gallejaur by.
Årligen arrangerar byn älgfest, grötfest, pimpeltävling, surströmmingfest och kvarnfest. 
Järvträsk utgjorde 1990-2005 en av Statistiska centralbyråns definierade småorter.

## Befolkningsutveckling
| Befolkningsutvecklingen i Järvträsk 1990–2005 | Befolkningsutvecklingen i Järvträsk 1990–2005 | Befolkningsutvecklingen i Järvträsk 1990–2005 | Befolkningsutvecklingen i Järvträsk 1990–2005 | Befolkningsutvecklingen i Järvträsk 1990–2005 |
| --------------------------------------------- | --------------------------------------------- | --------------------------------------------- | --------------------------------------------- | --------------------------------------------- |
|                                               |                                               |                                               |                                               |                                               |
| År                                            |                                               |                                               | Folkmängd                                     | Areal (ha)                                    |
| 1990                                          | 1990                                          |                                               | 51                                            | 29#                                           |
| 1995                                          | 1995                                          |                                               | 53                                            | 30#                                           |
| 2000                                          | 2000                                          |                                               | 53                                            | 30#                                           |
| 2005                                          | 2005                                          |                                               | 51                                            | 29#                                           |
| Anm.: Ej småort 2010. # Som småort.           |                                               |                                               |                                               |                                               |